# Musée national des arts et traditions populaires
Musée national des arts et traditions populaires (Národní muzeum lidového umění a tradic) bylo etnologické muzeum v Paříži. Nacházelo se v Boulogneském lesíku v 16. obvodu na Avenue du Mahatma-Gandhi . V roce 2005 bylo uzavřeno a jeho sbírky byly přesunuty do Musée des civilisations de l'Europe et de la Méditerranée (Muzeum civilizací Evropy a Středomoří), které bylo otevřeno v roce 2013 v Marseille.

## Historie
Předchůdcem muzea bylo muzeum folklóru v Palais du Trocadéro, které bylo otevřeno roku 1884 a představovalo lidové umění Francie a francouzských kolonií. Muzeum však bylo uzavřeno v roce 1928. Místo něho byla v roce 1937 u příležitosti světové výstavy otevřena muzea Musée de l'Homme a Musée national des arts et traditions populaires, které založil a vedl Georges Henri Rivière.
Kvůli nárůstu počtu exponátů bylo rozhodnuto přemístit muzeum. Bylo vybráno místo v Jardin d'acclimatation v Boulogneském lesíku. Nová budova byla otevřena pro veřejnost v roce 1972. Expozice představovala francouzskou společnost, především zemědělskou a řemeslnickou od 19. století do 60. let 20. století.
Georges Henri Rivière se snažil představit objekty v jejich přirozeném prostředí, proto zde byly vybudovány např. interiér statku z Dolní Bretaně, kovárna z kraje Queyras (Hautes-Alpes), mlékárna, nebo salaš z oblasti Aubrac (Francouzské středohoří). Z tohoto pojetí vychází ekomuzeologie.
Stálé expozice zůstaly věnovány tradiční zemědělské a řemeslné Francii, zatímco několik dočasných výstav bylo zaměřeno na soudobou lidovou kulturu, jako jsou lidové slavnosti, nebo projevy života ve městech, např. skateboarding.
Muzejní budovu nebylo možné přestavět pro nové expozice a rovněž zaměření muzea na život na venkově neodpovídalo jeho umístění ve velkoměstě. K tomu se připojoval i snižující se zájem veřejnosti. Proto ministerstvo kultury a komunikací rozhodlo o uzavření muzea v roce 2005 a přesunu jeho sbírek do Marseille, kde vzniklo nové muzeum Musée des civilisations de l'Europe et de la Méditerranée, které bylo otevřeno v roce 2013. Část sbírek získalo Musée de l'Homme.